# Le Fugeret
Le Fugeret (en occitan, Lo Fugeiret ou Lo Fujairet) est une commune française située dans le département des Alpes-de-Haute-Provence, en région Provence-Alpes-Côte d'Azur.
Le nom de ses habitants est Fugeretois.

## Géographie

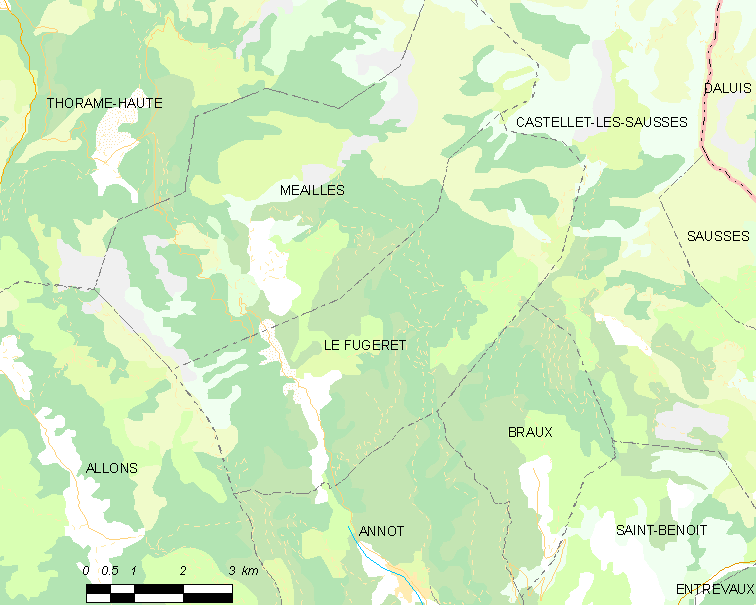
Le Fugeret et les communes voisines (Cliquez sur la carte pour accéder à une grande carte avec la légende).

### Hameaux
- Argenton, la Béouge ;
- Bontès ;
- Chabrières.

### Sommets et cols
- Col d’Argenton (1 468 m, piste) ;
- Rocher de Pellousis (1 340 m) ; le Rigelet (1 894 m) ;
- Montagne d’Argenton (1 916 m).

### Hydrographie et les eaux souterraines
Cours d'eau sur la commune ou à son aval :
- La commune est traversée par la Vaïre ; le Coulomp y prend sa source,
- ravins de barbette, de l'ubac, du pasqueiret, du gros vallon,
- torrents le coulomp, la vaïre, la beïte.

### Climat
Pour des articles plus généraux, voir Climat de Provence-Alpes-Côte d'Azur et Climat des Alpes-de-Haute-Provence.
En 2010, le climat de la commune est de type climat des marges montargnardes, selon une étude du Centre national de la recherche scientifique s'appuyant sur une série de données couvrant la période 1971-2000. En 2020, Météo-France publie une typologie des climats de la France métropolitaine dans laquelle la commune est exposée à un climat de montagne ou de marges de montagne et est dans la région climatique Alpes du sud, caractérisée par une pluviométrie annuelle de 850 à 1 000 mm, minimale en été.
Pour la période 1971-2000, la température annuelle moyenne est de 10,7 °C, avec une amplitude thermique annuelle de 16,9 °C. Le cumul annuel moyen de précipitations est de 1 028 mm, avec 6,2 jours de précipitations en janvier et 5,3 jours en juillet. Pour la période 1991-2020, la température moyenne annuelle observée sur la station météorologique de Météo-France la plus proche, « Méailles_sapc », sur la commune de Méailles à 2 km à vol d'oiseau, est de 11,2 °C et le cumul annuel moyen de précipitations est de 1 033,2 mm. 
La température maximale relevée sur cette station est de 38,3 °C, atteinte le 28 juin 2019 ; la température minimale est de −14,2 °C, atteinte le 6 février 2012,,.
Les paramètres climatiques de la commune ont été estimés pour le milieu du siècle (2041-2070) selon différents scénarios d'émission de gaz à effet de serre à partir des nouvelles projections climatiques de référence DRIAS-2020. Ils sont consultables sur un site dédié publié par Météo-France en novembre 2022.

### Environnement
La commune compte 1 561 ha de bois et forêts, soit plus de la moitié de sa superficie.

### Voies de communications et transports

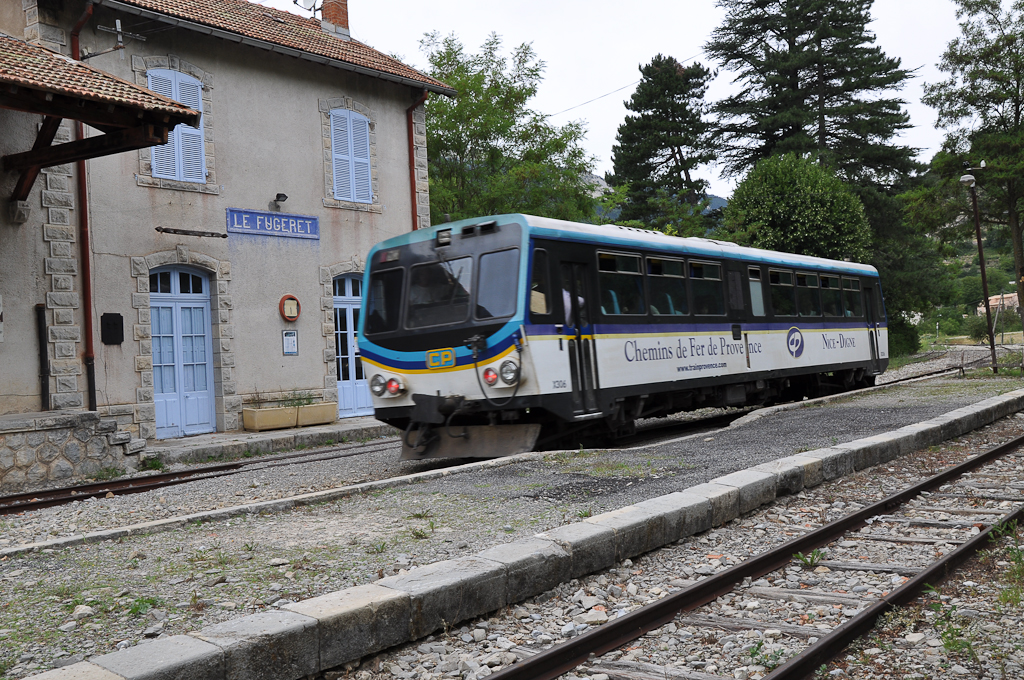
Le train des Pignes en gare du Fugeret.

#### Voies routières
Le village est situé à 835 m d’altitude, sur la route d’accès sud au col de la Colle-Saint-Michel, en venant d’Annot et de la vallée du Var.

#### Transports en commun
La gare du Fugeret est desservie par la ligne de Nice à Digne.

### Risques naturels
Aucune commune du département n’est en risque sismique nul. Le canton d'Annot, auquel appartient Le Fugeret, est en zone de risque 1b (risque faible). La commune est exposée à quatre autres risques naturels :
- avalanche,
- feu de forêt,
- inondation,
- mouvement de terrain.

La commune n’est exposée à aucun risque technologique.
Aucun plan de prévention des risques naturels prévisibles (PPR) n’existe pour la commune.

### Toponymie
Le nom de la commune apparaît vers 1200 (Filiareto). Sa forme Feugeret (1251) provient l'occitan Feuge, qui désigne une fougeraie, et du suffixe collectif -et ; le sens d’ensemble de fougères y est donc exprimé deux fois.

## Histoire
Le nom du peuple installé dans la vallée n’est pas certain, mais il peut s’agir des Nemeturii. Après la Conquête (achevée en 14 av. J.-C.), Auguste organise les Alpes en provinces. Le territoire de l’actuelle commune du Fugeret dépend de la province des Alpes-Maritimes et est rattaché à la civitas de Glanate (Glandèves). À la fin de l’Antiquité, le diocèse de Glandèves reprend les limites de cette civitas.
À Argenton, les vestiges d’une construction gallo-romaine attestent de la présence romaine dans la vallée (voir section Lieux et monuments).
La localité apparaît pour la première fois dans les chartes au début du XIIIe siècle. Jusqu’en 1245, la communauté du Fugeret relevait de la baillie d’Outre-Siagne, circonscription administrative du comté de Provence. Celle-ci est ensuite démembrée en plusieurs circonscriptions plus petites, et après une période de stabilisation, on sait qu’en 1264 Le Fugeret faisait partie de la viguerie de Puget-Théniers. Elle fut ensuite rattachée à celle d’Annot à sa création au XVIIIe siècle. Les abbayes Saint-Victor de Marseille et l’Saint-Eusèbe d’Apt possédaient chacune un prieuré dans la commune.
Le Fugeret se trouvait à l'origine sur le plateau du Chastel, le village aurait brulé une ou deux fois sous François Ier à cause de la peste. Le village s'est alors déplacé dans la vallée, autour de l'église. Certains historiens, dont Daniel Thiery, acceptent l'idée d'un établissement templier, (se trouvant alors dans une maison de la Grand Rue, près de la fontaine et étant en vis-à-vis avec l'ancien bar Masse[réf. nécessaire]), d'autres classant cette affirmation au rang des nombreuses légendes entourant l'ordre de chevalerie. Lors de la crise ouverte par la mort de la reine Jeanne Ire, Guillaume Rostang, seigneur du Fugeret, soutient Charles de Duras contre Louis Ier d'Anjou. Ses biens sont alors confisqués. En 1386, les ralliements de plus en plus nombreux à la cause angevine entraînent son changement d’engagement, et il prête hommage au jeune duc d’Anjou, Louis II, en juillet 1386, contre la restitution de ses biens.
L'ancien cimetière (des vestiges de sarcophages de pierre ont été trouvés au cours de travaux de voirie) se trouvait à gauche de l'église, sous la rue montante et l'actuel terrain de pétanque.[réf. nécessaire][précision nécessaire]
La seigneurie du lieu appartenait aux Pontevès au XIVe siècle, puis aux Glandevès (XVe siècle).
Le bois des forêts du Fugeret était coupé et acheminé par flottage sur le Var pour être utilisé dans la construction de navires à l’arsenal de Toulon, à partir de la seconde moitié du XVIIe siècle. Cette pratique a perduré jusqu’au début du XXe siècle et l’arrivée du chemin de fer, avec d’autres usages pour le bois, dont la construction du port de Nice à partir de 1749.
La société patriotique de la commune y est créée assez précocement, pendant l’été 1792.
La Révolution et l’Empire apportent nombre d’améliorations, dont une imposition foncière égale pour tous, et proportionnelle à la valeur des biens de chacun. Afin de la mettre en place sur des bases précises, la levée d’un cadastre est décidée. La loi de finances du 15 septembre 1807 précise ses modalités, mais sa réalisation est longue à mettre en œuvre, les fonctionnaires du cadastre traitant les communes par groupes géographiques successifs. Ce n’est qu’en 1830 que le cadastre dit napoléonien du Fugeret est achevé.
Le coup d'État du 2 décembre 1851 commis par Louis-Napoléon Bonaparte contre la Deuxième République provoque un soulèvement armé dans les Basses-Alpes, en défense de la Constitution. Après l’échec de l’insurrection, une sévère répression s’abat sur ceux qui se sont levés pour défendre la République, dont un habitant du Fugeret.
Comme de nombreuses communes du département, Le Fugeret se dote d’écoles bien avant les lois Jules Ferry : en 1863, elle compte déjà deux écoles dispensant une instruction primaire aux garçons, au village chef-lieu et à Argenton. Aucune instruction n’est donnée aux filles : ni la loi Falloux (1851), qui impose l’ouverture d’une école de filles aux communes de plus de 800 habitants, ni la première loi Duruy (1867), qui abaisse ce seuil à 500 habitants, ne concernent la commune>,. Ce n’est qu’avec les lois Ferry que les filles de la commune seront régulièrement scolarisées.
Après achèvement du tunnel de la Colle en 1903, la ligne de chemin de fer Nice à Digne est inaugurée du 5 au 7 août 1911 en présence de Victor Augagneur, ministre des Travaux Publics.
Durant la Seconde Guerre mondiale, Albert et Léa Béraud, et leur fille Georgette, sauvent des Juifs de la déportation, et ont été pour cette raison distingués comme Juste parmi les nations.

## Héraldique
| Blason de Fugeret (Le) | Blason  | D'azur à un cerf d'or courant sur une terrasse de sinople et un chef de gueules* chargé d'une fleur de lys d'or accostée de deux étoiles, du même,.            |
| Blason de Fugeret (Le) | Détails | * Il y a là non-respect de la règle de contrariété des couleurs : ces armes sont fautives (gueules sur azur). Le statut officiel du blason reste à déterminer. |

## Politique et administration

### Liste des maires
| Période                                  | Période                       | Identité        | Étiquette | Qualité |
| ---------------------------------------- | ----------------------------- | --------------- | --------- | ------- |
| 1902                                     | 1902                          | J.-B. Pellegrin |           |         |
| 1902                                     | 1919                          | J.-E. Sauvan    |           |         |
| 1919                                     | 1935                          | A. Reynaud      |           |         |
| 1935                                     | 1945                          | M. Sauvan       |           |         |
| mai 1945                                 | 1947                          | Marie Blanc     |           |         |
| 1947                                     | 1950                          | E. Henry        |           |         |
| 1950                                     | 1986                          | Joseph Reynaud  | RI        |         |
| 1986                                     | 1989                          | E. Dozol        |           |         |
| 1989                                     | 1995                          | P. Daumas       |           |         |
| 1995                                     | En cours (au 21 octobre 2014) | André Pesce,    | DVG       |         |
| Les données manquantes sont à compléter. |                               |                 |           |         |

### Budget et fiscalité 2016
En 2015, le budget de la commune était constitué ainsi :
- total des produits de fonctionnement : 185 000 €, soit 957 € par habitant ;
- total des charges de fonctionnement : 131 000 €, soit 681 € par habitant ;
- total des ressources d'investissement : 205 000 €, soit 1 064 € par habitant ;
- total des emplois d'investissement : 168 000 €, soit 870 € par habitant ;
- endettement : 0 €, soit 0 € par habitant.

Avec les taux de fiscalité suivants :
- taxe d'habitation : 10,30 % ;
- taxe foncière sur les propriétés bâties : 8,42 % ;
- taxe foncière sur les propriétés non bâties : 83,88 % ;
- taxe additionnelle à la taxe foncière sur les propriétés non bâties : 58,73 % ;
- cotisation foncière des entreprises : 16,64 %.

Chiffres clés Revenus et pauvreté des ménages en 2014 : médiane en 2014 du revenu disponible, par unité de consommation : 17 603 €.

### Intercommunalité
Le Fugeret fait partie :
- de 2004 à 2016, de la communauté de communes Terres de Lumière ;
- à partir du 1er janvier 2017, de la communauté de communes Alpes Provence Verdon.

## Urbanisme

### Typologie
Au 1er janvier 2024, Le Fugeret est catégorisée commune rurale à habitat dispersé, selon la nouvelle grille communale de densité à 7 niveaux définie par l'Insee en 2022.
Elle est située hors unité urbaine et hors attraction des villes,.

### Occupation des sols
L'occupation des sols de la commune, telle qu'elle ressort de la base de données européenne d’occupation biophysique des sols Corine Land Cover (CLC), est marquée par l'importance des forêts et milieux semi-naturels (95,5 % en 2018), une proportion sensiblement équivalente à celle de 1990 (95,9 %). La répartition détaillée en 2018 est la suivante :
forêts (76 %), milieux à végétation arbustive et/ou herbacée (13,8 %), espaces ouverts, sans ou avec peu de végétation (5,8 %), zones agricoles hétérogènes (4,5 %).
L'évolution de l’occupation des sols de la commune et de ses infrastructures peut être observée sur les différentes représentations cartographiques du territoire : la carte de Cassini (XVIIIe siècle), la carte d'état-major (1820-1866) et les cartes ou photos aériennes de l'IGN pour la période actuelle (1950 à aujourd'hui).

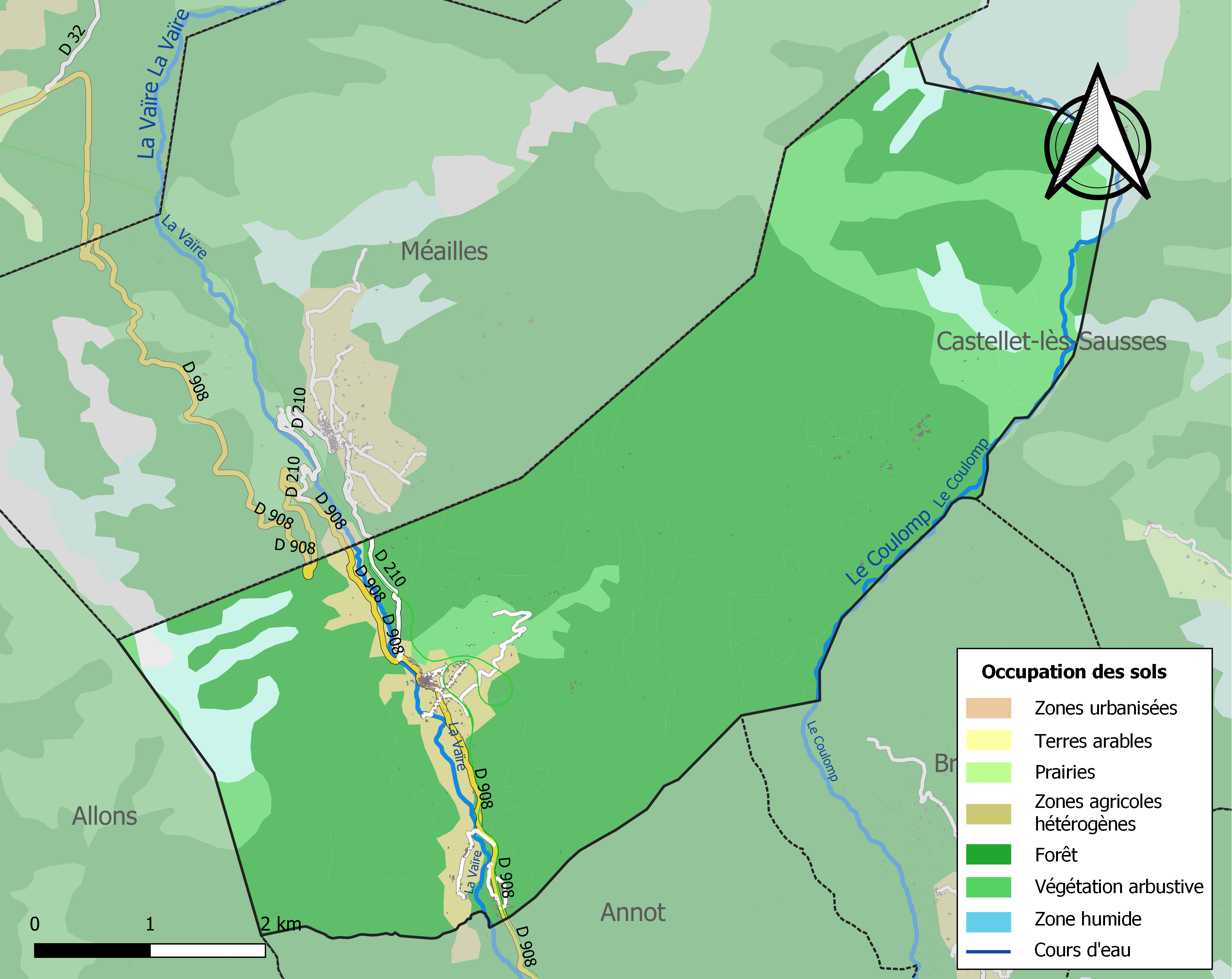
Carte de l'occupation des sols de la commune en 2018 (CLC).

## Démographie
En 2022 , la commune du Fugeret comptait 200 habitants. À partir du XXIe siècle, les recensements réels des communes de moins de 10 000 habitants ont lieu tous les cinq ans (2008, 2013, 2018 pour Le Fugeret). Les autres chiffres sont des estimations.
| 1765 | 1793 | 1800 | 1806 | 1821 | 1831 | 1836 | 1841 | 1846 |
| ---- | ---- | ---- | ---- | ---- | ---- | ---- | ---- | ---- |
| 599  | 645  | 601  | 532  | 659  | 619  | 650  | 610  | 626  |

| 1851 | 1856 | 1861 | 1866 | 1872 | 1876 | 1881 | 1886 | 1891 |
| ---- | ---- | ---- | ---- | ---- | ---- | ---- | ---- | ---- |
| 624  | 600  | 583  | 584  | 555  | 558  | 534  | 517  | 473  |

| 1896 | 1901 | 1906 | 1911 | 1921 | 1926 | 1931 | 1936 | 1946 |
| ---- | ---- | ---- | ---- | ---- | ---- | ---- | ---- | ---- |
| 461  | 450  | 449  | 719  | 386  | 356  | 331  | 272  | 213  |

| 1954 | 1962 | 1968 | 1975 | 1982 | 1990 | 1999 | 2006 | 2008 |
| ---- | ---- | ---- | ---- | ---- | ---- | ---- | ---- | ---- |
| 203  | 166  | 156  | 174  | 168  | 163  | 168  | 212  | 224  |

| 2013 | 2018 | 2022 | - | - | - | - | - | - |
| ---- | ---- | ---- | - | - | - | - | - | - |
| 192  | 206  | 200  | - | - | - | - | - | - |

En 1471, la communauté comptait 50 feux.
L’histoire démographique du Fugeret est marquée par une période d’« étale » où la population reste relativement stable à un niveau élevé. Cette période dure de 1811 à 1856. L’exode rural provoque ensuite un mouvement de recul démographique de longue durée. Dans les années 1930, la commune a perdu plus de la moitié de sa population par rapport au maximum historique de 1821. Dans le dernier tiers du XXe siècle, la population se stabilise entre 150 et 170 habitants, avant de repartir à la hausse depuis une dizaine d'années.
Le bond dans la population au recensement de 1911 est contemporain de la phase finale de la construction de la ligne de chemin de fer de Nice à Digne.

### Pyramide des âges
En 2021, le taux de personnes d'un âge inférieur à 30 ans s'élève à 21,4 %, soit en dessous de la moyenne départementale (28,7 %). À l'inverse, le taux de personnes d'âge supérieur à 60 ans est de 37,7 % la même année, alors qu'il est de 34,2 % au niveau départemental.
En 2021, la commune comptait 101 hommes pour 104 femmes, soit un taux de 50,73 % de femmes, légèrement inférieur au taux départemental (51,53 %).
Les pyramides des âges de la commune et du département s'établissent comme suit :
| Hommes | Classe d’âge | Femmes |
| ------ | ------------ | ------ |
| 0,0    | 90 ou +      | 2,0    |
| 12,1   | 75-89 ans    | 12,9   |
| 25,1   | 60-74 ans    | 23,3   |
| 26,0   | 45-59 ans    | 26,0   |
| 18,7   | 30-44 ans    | 11,1   |
| 11,8   | 15-29 ans    | 10,3   |
| 6,3    | 0-14 ans     | 14,4   |

| Hommes | Classe d’âge | Femmes |
| ------ | ------------ | ------ |
| 1      | 90 ou +      | 2,5    |
| 9,9    | 75-89 ans    | 12,2   |
| 21,3   | 60-74 ans    | 21,4   |
| 20,9   | 45-59 ans    | 21     |
| 16,1   | 30-44 ans    | 16,1   |
| 14,3   | 15-29 ans    | 12,2   |
| 16,5   | 0-14 ans     | 14,6   |

### Enseignement
Il n'y a pas d'école primaire au Fugeret. La plus proche se trouve à Annot, ainsi que le collège.

### Santé
Aucun médecin ni dentiste n'est présent sur la commune. Les plus proches se trouvent à Annot, de même que la pharmacie la plus proche. Le centre hospitalier le plus proche se situe à Digne-les-Bains, de même que la maternité.

## Économie

### Aperçu général
En 2009, la population active s’élevait à 101 personnes, dont trois chômeurs. Ces travailleurs sont majoritairement salariés (71 %)
```
et travaillent majoritairement hors de la commune (62 %)
[
53
]
.
```

### Agriculture
Fin 2010, le secteur primaire (agriculture, sylviculture, pêche) comptait 11 établissements actifs au sens de l’Insee (exploitants non-professionnels inclus) et aucun emploi salarié.
Le nombre d’exploitations professionnelles, selon l’enquête Agreste du ministère de l’Agriculture, est de six en 2010. Il était de cinq en 2000, de onze en 1988. Actuellement, ces exploitants sont des éleveurs ovins et des fermes pratiquant une forme de polyculture. De 1988 à 2000, la surface agricole utile (SAU) a presque doublé, de 249 ha à 436 ha. La SAU a continué sa progression, à 530 ha.
On cultive encore des céréales, des graminées, des arbres fruitiers ainsi que la pomme de terre et la betterave fourragère pour le bétail. À titre anecdotique, une sélection de cépages permet d'obtenir du vin qui titre entre 10° et 11° pour la consommation personnelle,.
Les cultures qui restent rentables sont les châtaigniers, l'une des ressources importantes de la commune, l'élevage (ovins, bovins, porcins), l'exploitation forestière.

### Industrie
Fin 2010, le secteur secondaire (industrie et construction) comptait 11 établissements, n’employant aucun salarié.
Une petite centrale hydroélectrique est implantée sur la Vaïre, avec une puissance installée de 30 kWh.

### Activités de service

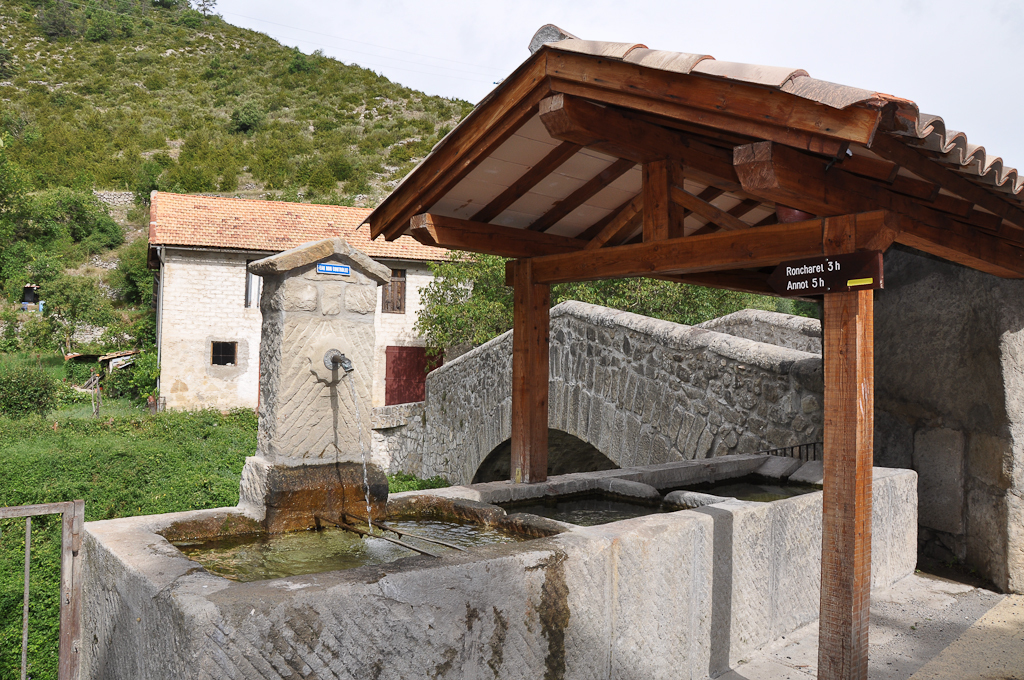
Pont et lavoir

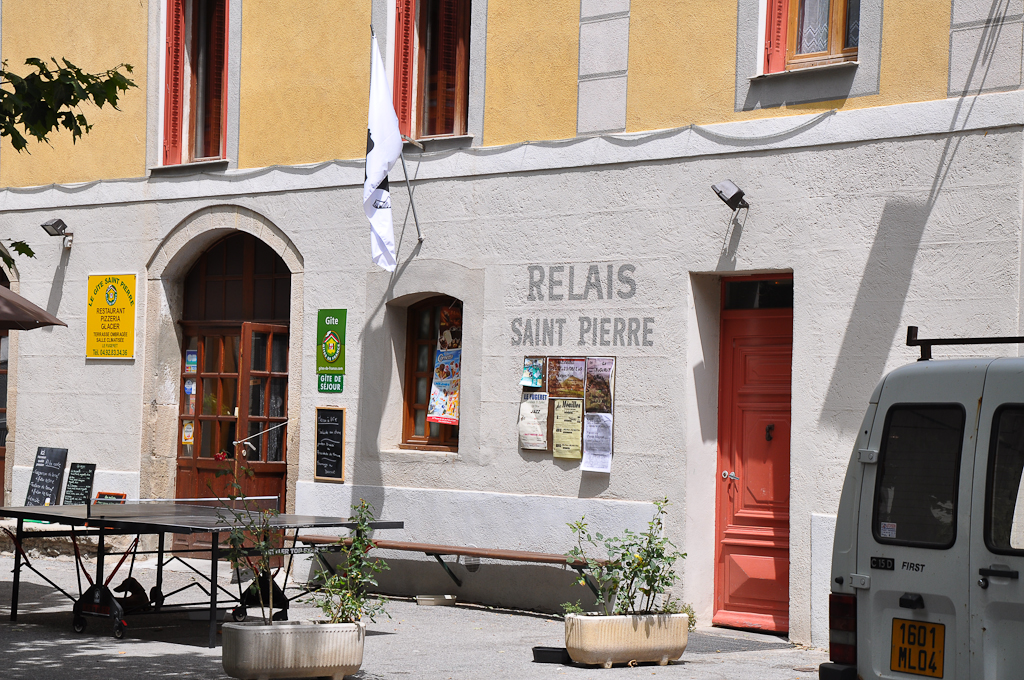
Hôtel-restaurant

Fin 2010, le secteur tertiaire (commerces, services) comptait 14 établissements (avec 11 emplois salariés), auxquels s’ajoutent les deux établissements du secteur administratif.
D'après l’Observatoire départemental du tourisme, la fonction touristique est moyenne pour la commune, avec entre un et cinq touristes accueillis par habitant, l’essentiel de la capacité d'hébergement étant non-marchande. Plusieurs structures d’hébergement à finalité touristique existent dans la commune :
- plusieurs meublés, labellisés[62] et non-labellisés[63] ;
- des hébergements collectifs dont un gîte d’étape[64].

Les résidences secondaires apportent un complément à la capacité d’accueil : au nombre de 123, elles représentent la moitié des logements,.

## Lieux et monuments

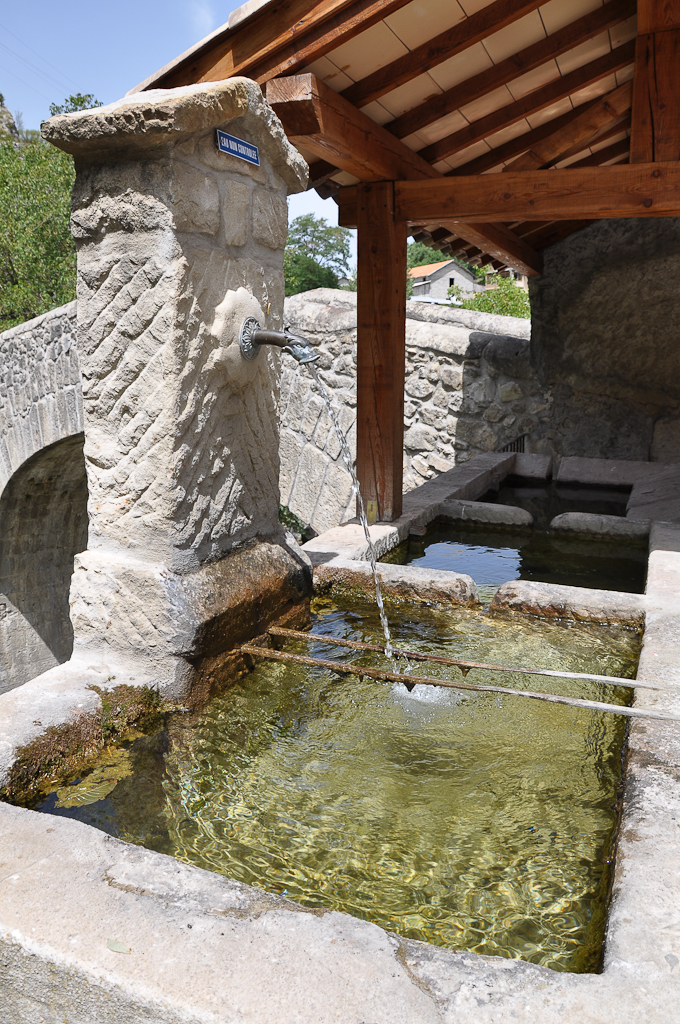
Le lavoir et le pont sur la Vaïre

Un sentier empierré monte de Braux vers le monument le plus connu du Fugeret : c’est un ensemble gallo-romain, situé au quartier du Villard, à proximité du hameau d’Argenton, à 1 300 m d’altitude. Quelques éléments d’architecture sont épars sur le sol, deux têtes de statue ont disparu. Sont conservés, notamment :
- une statue de 75 cm de haut, décapitée, statue funéraire ou statue d’une divinité assise et vêtue de voiles, découverte à proximité de la source la Font du Caire, en 1910. Elle est classée[68] ;
- une vaste pierre circulaire (diamètre d'1,5 m), qui peut être une table d’offrandes (cf. une découverte similaire à Lauris) ou le support des trois statues.

Les autres pierres taillées évoquent une construction soignée. L’ensemble peut être soit un mausolée, construit ou non à proximité d’une villa, soit un fanum (notamment à cause de la proximité de la source), la statue étant celle d'une déesse mère.
Au village, le pont en dos-d’âne sur la Vaïre était emprunté par la route de Colmars à Entrevaux. Long de 20 m, large de 2,5 m, il est supporté par une arche en anse de panier de 14 m de portée et de 10 m de hauteur sous clef. Il est construit en 1758-1759, et inscrit aux monuments historiques. Au milieu du pont, se trouve l’oratoire Saint-Joseph, daté de 1720 par la DRAC, en pierre ornées de feuillages sculptés et surmonté d’une croix ; lui aussi est inscrit.
Sur une maison des Bontès, un très beau cadran solaire date de 1808. Son décor est composé d’une cloche enfermant les traits horaires, et ornée de fleurs de lys. D’autres éléments complètent l’ornementation : rose des vents, aigle impériale, fleurs. Il porte la légende « Vivendo me memento mori » (en latin : En me regardant, souviens-toi que tu dois mourir). Dans la Grand rue, se trouve une maison dont le linteau est orné de deux accolades entrecroisées, qui dénotent le XVe siècle ; dans les ruelles, trois maisons ont des ouvertures ornées d’accolades, une possède une fenêtre à meneau, deux autres des fenêtres médiévales : au total, le village compte sept maisons en partie au moins de la fin du Moyen Âge.
Au-dessus du village et dominant la vallée de la Vaïre, se trouve une ancienne tour de guet, dite le Sémaphore, datant du Moyen Âge : elle permet de surveiller jusqu’à Méailles en amont et la vallée en aval.

### Patrimoine rural
Fours à pain, Fontaines-lavoirs, Colombier, Réservoirs...

### Églises et chapelles

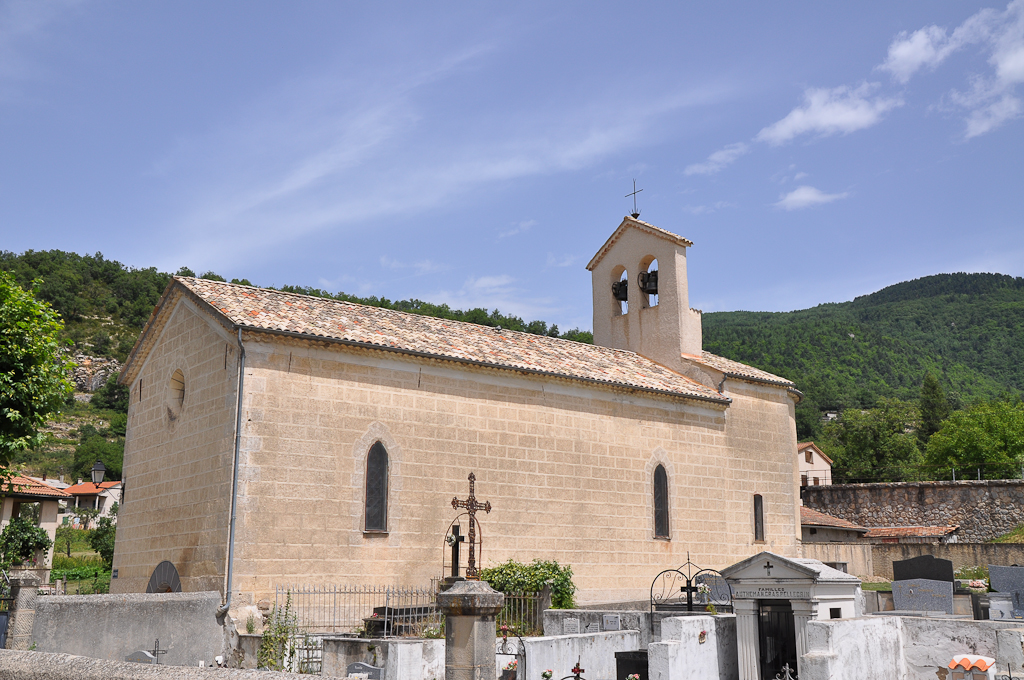
L'église paroissiale Saint-Pons.

L’église paroissiale est placée sous le vocable de Saint-Pons, et son patron est saint Pierre. Sa construction est composite : la nef à trois travées a été construite en 1808 : voûtée d’arêtes, elle vient buter « de manière maladroite » contre l’arc triomphal, qui sépare la nef du chœur. Le chœur, très étroit, et l’abside en cul-de-four remontent clairement à un premier état, qui comportait peut-être des absidioles latérales, et qui daterait de la fin du XIe siècle ou du début du XIIe. Le portail est ouvert par une arcade en plein cintre de claveaux. La tradition attribue la construction de l’église aux Templiers. S'il est vrai que les Templiers ont eu des droits et des terres au Fugeret, ils n’y ont jamais rien construit. Cette « maison » templière fait partie des fausses maisons recensées par Joseph-Antoine Durbec. Daniel Thiery accepte l’idée d’une maison de faible importance.
L’église paroissiale d’Argenton est placée sous le vocable de Notre-Dame-de-l’Assomption à Argenton (XVIIe siècle),. Sa construction actuelle date du XVIIe siècle.
- chemin de croix du Chastel en ruines, incomplet, passages dangereux
- Tour du Murat, dite « des Templiers » (appellation abusive, voire le paragraphe de l'église Saint-Pons)

De nombreuses chapelles subsistent sur la commune :

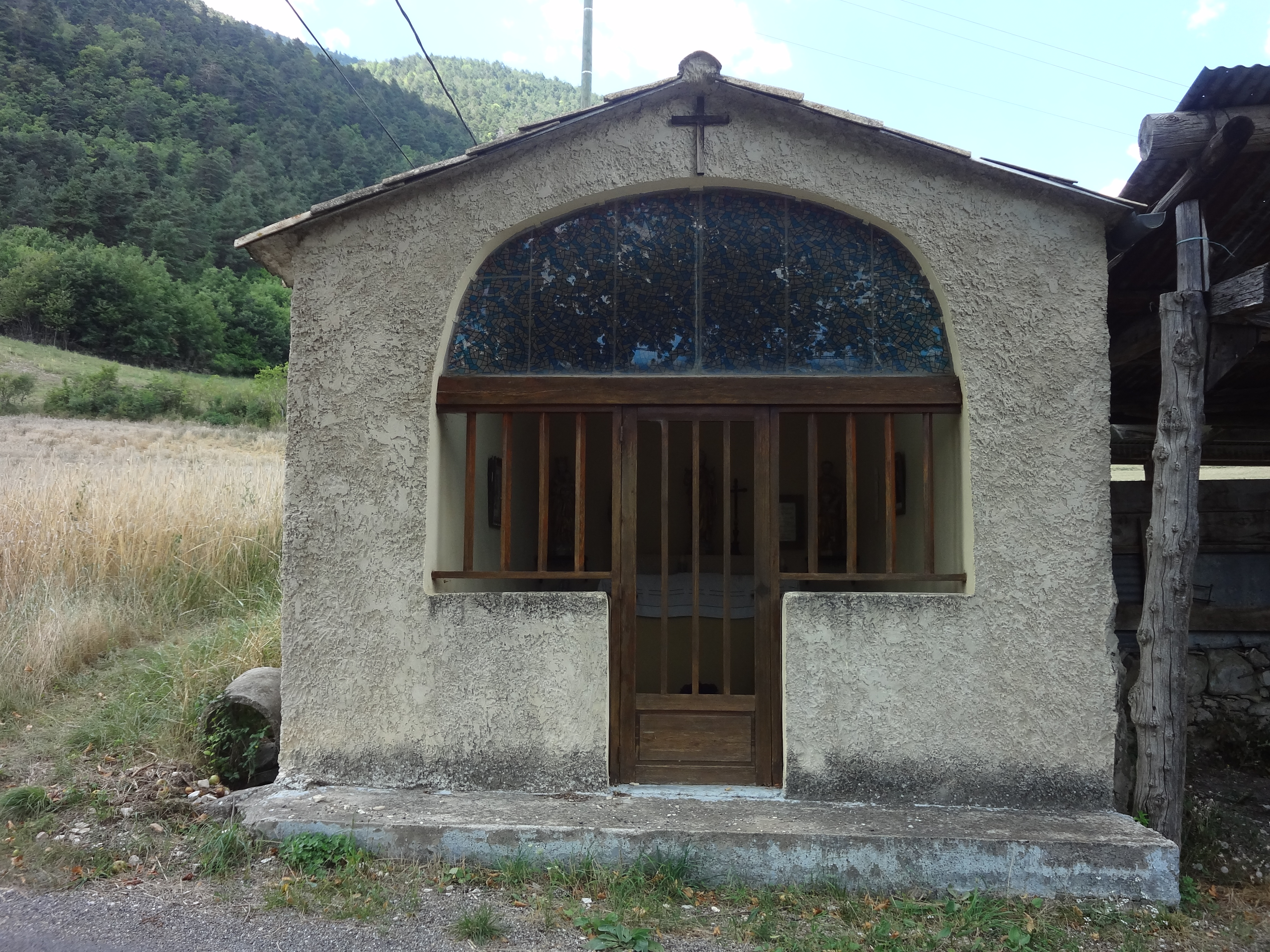
Chapelle à façade ouverte : Saint-Joseph au hameau de Bontès.

- Notre-Dame-de-la-Salette au-dessus du Fugeret, construite en 1873-1874[22] ;
- Notre-Dame au village[22] ;
- Saint-Gervais à Argenton, avec une statue des saints Gervais et Protais du XVIIe ou du XVIIIe siècle[78] ;
- chapelle de Notre-Dame-du-Perpétuel-Secours à la Béouge, construite à la fin du XIXe siècle[22] ;
- chapelle Saint-Jean-Baptiste à Chabrières[22] ;
- à Béraud[22] ;
- Saint-Pierre (en ruines, 1 284 m, XIe siècle[79]) et bassin (sarcophage ?) creusé dans le rocher, devant la chapelle Saint-Pierre[80].
- Monument aux morts[81].

## Personnalités liées à la commune
- Les Justes parmi les nations de Le Fugeret :
  - Albert Béraud[82],
  - Léa Béraud[83],
  - Georgette Béraud Héron[84].